# Universidad Bernardo O'Higgins
La Universidad Bernardo O'Higgins es una universidad privada chilena, fundada el 7 de marzo de 1990 e inspirada en el pensamiento O'Higginiano. Su casa central está emplazada a un costado del Parque O'Higgins, en la comuna de Santiago.
Actualmente se encuentra acreditada por la Comisión Nacional de Acreditación (CNA-Chile) por un período de 5 años (de un máximo de 7), desde noviembre de 2022 hasta noviembre de 2027.Figura en la posición 29 dentro de las universidades chilenas según la clasificación webométrica SCImago Institutions Rankings (SIR) 2024.Está en la posición 36 según el ranking de Webometrics 2024. Está en la posición 13-20 a nivel nacional en el QS Rankings 2024.Está en la posición 17-28 a nivel nacional en el ranking Times Higher Education 2024.

## Historia
La universidad inicia sus actividades académicas el año 1990, se creó y constituyó como Fundación de Derecho Privado sin fines de lucro, por escritura pública, el 1 de marzo de 1990 en Santiago. Por ello, usaron el nombre del libertador Bernardo O'Higgins, con el fin de realzar su figura y de rescatar la visión que tuvo en la época de la independencia de Chile, aspectos que han sido definidos como el «pensamiento O'higginiano». Entre esos valores están el sentido de familia, espíritu religioso y la tolerancia, interés por el estudio, afición por las artes, amor a la libertad, respeto por la igualdad, ideal del mérito, necesidad de una identidad nacional, importancia de la educación.
Su primer presidente fue el teniente general en retiro, Julio Canessa Robert. En 1990 la universidad inicia con la Escuela de ingeniería Comercial e ingeniería civil industrial y el año 1991 se incorporó la Escuela de Derecho. A partir del año 1996 la universidad se sometió al proceso de evaluación externa para lograr obtener su autonomía, obteniendola el 10 de mayo de 2002.
En 2010 la universidad incorporó la Facultad de Salud e inicia sus actividades académicas con las escuelas de Enfermería, Kinesiología, Nutrición y dietética, posteriormente en 2013 incorpora las carreras de Tecnología Médica, Terapia Ocupacional y Fonoaudiología, finalmente en 2015 incorpora la carrera de Obstetricia y Puericultura. En 2016 se crea la Vicerrectoría de Investigación y Postgrados.
En el año 2017 la universidad Bernardo O'Higgins solicitó ingresar al Sistema Único de Admisión (SUA). Ese mismo año se inaugura la Casa de la Cultura en la calle Fábrica #1861, a cargo de la Vicerrectoría de Vinculación con el Medio (VCM). En marzo de 2018 el Consejo de Rectores de las Universidades Chilenas (CRUCH) aceptó su integración al SUA a partir del año académico 2019.
El año 2020 nace la Facultad de Ciencias Médicas, la que se ubica en el edificio Rondizzoni II. Durante abril de 2022, la universidad compró el Hospital Clínica del Instituto de Seguridad del Trabajo (IST) de Santiago, para el desarrollo clínico de las carreras de las facultades de ciencias de la salud y ciencias médicas.

### Rectores de la Universidad Bernardo O'Higgins
Desde la fundación de la Universidad, han ocupado el cargo de rector:
| Rectoría | Nombre                 | Periodo         |
| -------- | ---------------------- | --------------- |
| I        | Mario Correa Bascuñán  | 1990-2004       |
| II       | Alejandro Medina Lois  | 2004-2005       |
| III      | Jorge O´Ryan Balbontín | 2005-2011       |
| IV       | Claudio Ruff Escobar   | 2011-actualidad |

## Infraestructura
La universidad cuenta con tres campus, ubicados en la comuna de Santiago Centro: Casa Central, Rondizzoni y Huemul

### Campus Casa Central

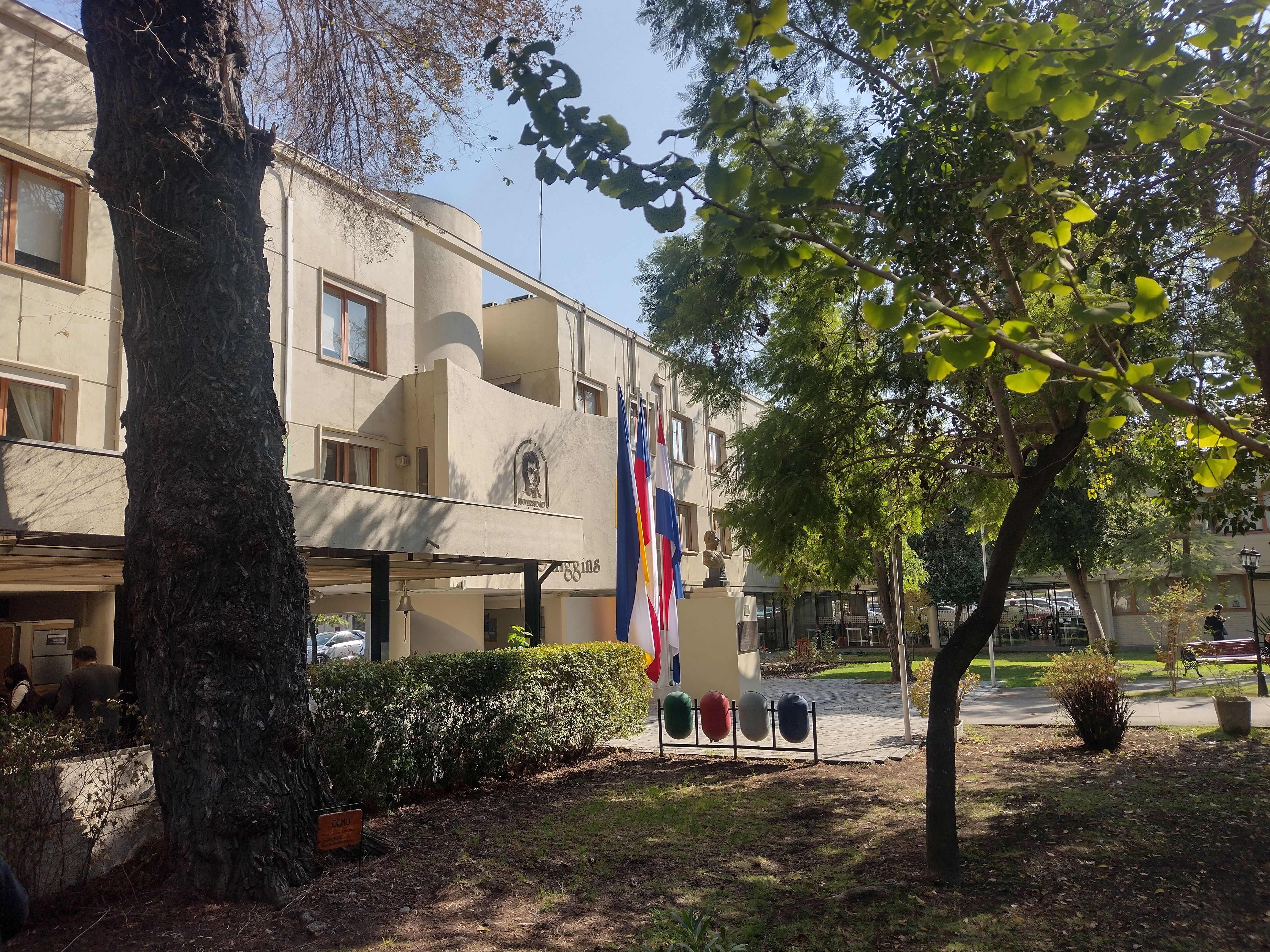
Campus Casa Central

El Campus Casa Central de la Universidad Bernardo O’Higgins se ubica en la calle Viel #1497, a un costado del Parque O'Higgins. Alberga las principales oficinas administrativas de la UBO. Cuenta con salas de clases, auditorio, biblioteca, jardines y estacionamientos
El edificio patrimonial fue diseñado por el arquitecto Jorge Aguirre Silva y construido en el año 1939, en un estilo modernista e inspirado por el estilo Bauhaus.

### Campus Rondizzoni

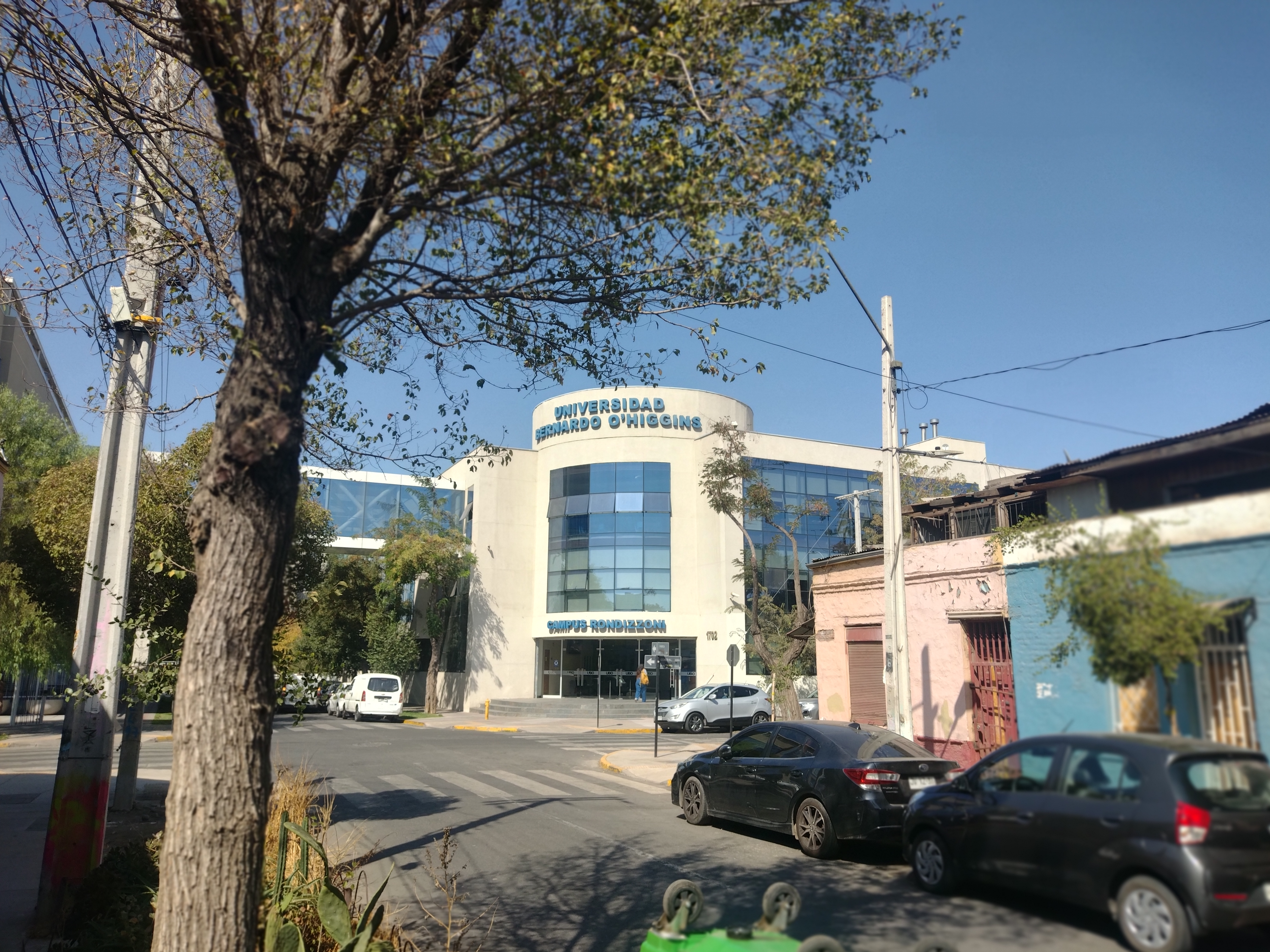
Edificio Rondizzoni I.

Conformado por dos edificios principales e inmuebles aledaños:

Rondizzoni I: Ubicado en General Gana #1702 e inaugurado en el año 2013, consta de un edificio de tres pisos y subterráneo, salas de clases y de musculación, salas Espejo para observación de las prácticas. Cuenta además, con laboratorios de Bionanotecnología, de Química, de Microbiología, de Anatomía, de Informática, de Nutrición y Dietética, de Fisiología, de Fonoaudiología, de Terapia Ocupacional, de Tecnología Médica, un Centro de Simulación de Enfermería, biblioteca, auditórium, casino y áreas verdes.
Rondizzoni II: Ubicado en General Gana #1670 e inaugurado el año 2020, alberga las carreras de la Facultad de Ciencias Médicas. Posee un diseño de arquitectura contemporáneo, contando con 4 pisos más 3 subterráneos. El edificio presenta salas de clases, laboratorios de simulación y oficinas para el apoyo académico. Una de sus principales características es un puente aéreo que cruza la calle Fábrica, se conecta con el Campus Rondizzoni I.
Casa de La Cultura: Ubicada en Fábrica #1861 e inaugurado en 2017. Alberga  a la Vicerrectoría de Vinculación con el Medio (VCM) y esa destinada a actividades de expresión del arte y la cultura.

### Campus Huemul

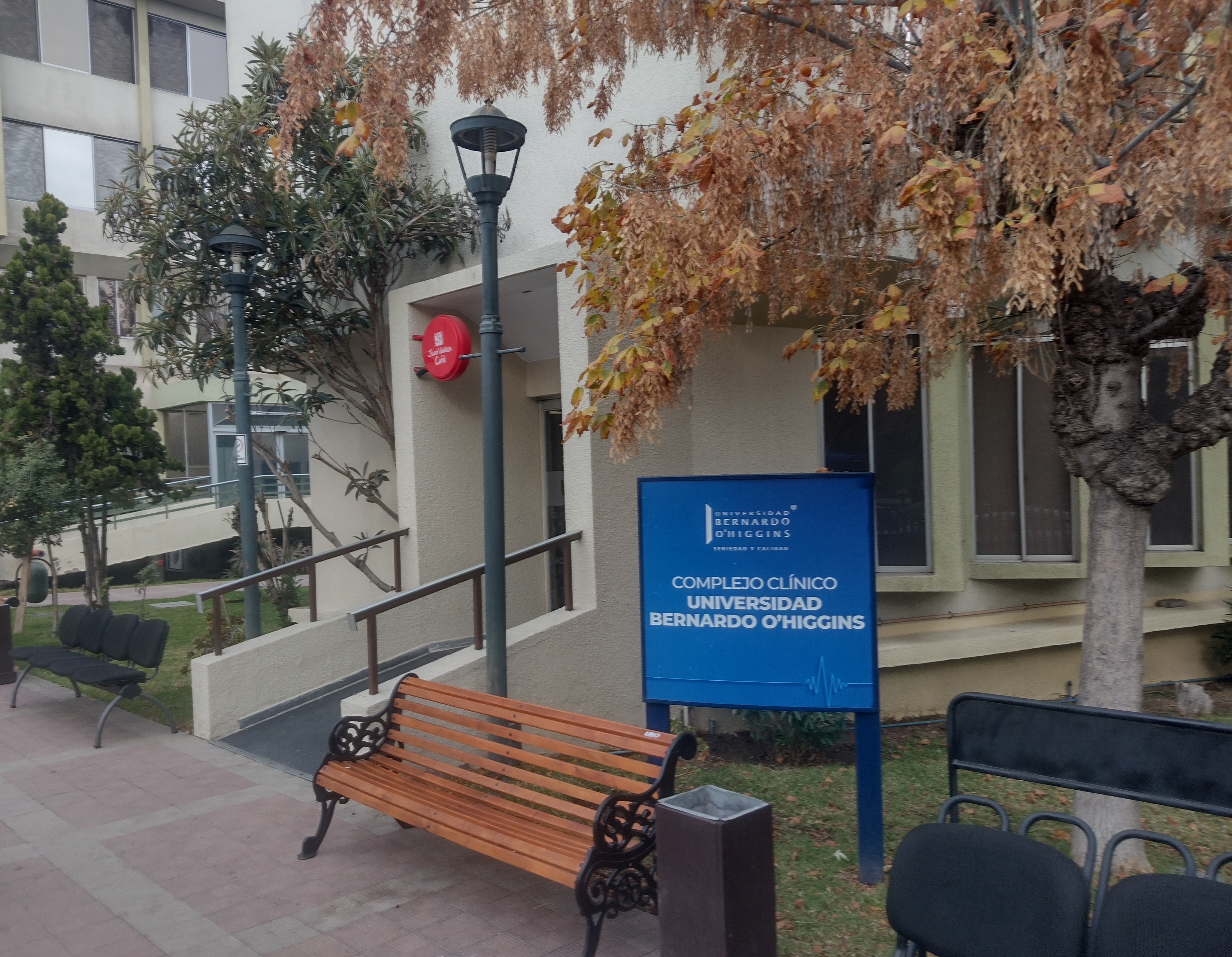
Campus Huemul.

Ubicado en el barrio huemul (zona típica de la comuna de Santiago), en la calle Placer #1384, corresponde al ex-hospital del Instituto de Seguridad del Trabajo. Con una superficie aproximada de 4.700 metros cuadrados, cuenta con servicio de urgencias, laboratorios, salas de procedimientos y 3 pabellones quirúrgicos, entre otros.
Clínica Veterinaria UBO: Ubicada Los Algarrobos #2296 e inaugurada en 2024. Cuenta con servicios como consulta, cirugía, imagenología, exámenes clínicos, entre otros.

## Áreas de estudio

### Facultades y carreras
La Universidad Bernardo O'Higgins se encuentra organizada en cuatro facultades:
| Facultad                                     | Decano                   | Carreras de pregrado | Programas de Magíster |
| -------------------------------------------- | ------------------------ | --- | --- |
| Facultad de Ciencias Humanas                 | Cristian Cornejo Gaete   | - Derecho - Relaciones Públicas - Periodismo - Psicología - Trabajo Social - Pedagogía en Inglés para Enseñanza Básica y Media - Pedagogía en Educación Parvularia - Pedagogía en Educación General Básica con Mención - Pedagogía en Historia y Geografía en Enseñanza Media - Pedagogía en Educación Física, Deporte y Recreación para Enseñanza Básica y Media - Pedagogía en Educación Diferencial con Mención | - Psicología clínica - Gerencia y políticas públicas - Comunicación, marketing y nuevos negocios - Género e intervención social - Educación diferencial - Educación |
| Facultad de Ingeniería, Ciencia y Tecnología | Katherine Delgado Vargas | - Ingeniería Civil en Medio Ambiente y Sustentabilidad - Ingeniería en Realidad Virtual y Diseño de Juegos Digitales - Contador Auditor - Ingeniería Civil Industrial - Ingeniería Comercial - Ingeniería en Geomensura y Cartografía - Ingeniería de Ejecución en Prevención de Riesgos y Medio Ambiente - Ingeniería en Informática                                                                              | - Sistemas integrados de gestión - Gestión de proyectos - Ingeniería informática - Gestión empresarial - Análisis Avanzado de Datos Multivariantes y Big Data       |
| Facultad Ciencias de la Salud                | Lisbell Estrada Apablaza | - Nutrición y Dietética - Kinesiología - Fonoaudiología - Terapia Ocupacional - Tecnología Médica | - Ciencias químico biológicas - Intervención Fonoaudiológica en la Deglución                                                                                        |
| Facultad de Ciencias Médicas                 | Jorge Rodríguez          | - Medicina - Medicina Veterinaria - Enfermería - Obstetricia y Puericultura - Química y Farmacia | - Salud Pública con especialización en Gestión de Atención Primaria                                                                                                 |

### Programas de doctorado
- Doctorado en educación.[19]
- Doctorado en ciencias con mención en materiales funcionales.[20]

### Centros de investigación
Adicionalmente la Universidad Bernardo O'Higgins cuenta con siete centros de Investigación: 
- Centro Estudios Históricos
- Centro de Investigación en Recursos Naturales y Sustentabilidad (CIRENYS)[23]
- Centro Integrativo de Biología y Química Aplicada
- Centro de Investigación en Educación
- Centro de Investigación Institucional
- Centro de Investigación y Desarrollo de Ecosistemas Hídricos
- Observatorio de Gestión de Riesgo de Desastres

## Publicaciones
La universidad publica las siguientes revistas científicas:
- UBO Health journal (ISSN 0719-8698), de periodicidad semestral, fundada en 2017 por la Facultad de Salud (refundada posteriormente como Facultad de ciencias médicas).
- Revista Geográfica de Chile Terra Australis (ISSN 0719-9562), de periodicidad anual, publica artículos relacionados con las ciencias de la tierra, recursos territoriales, geografía, principalmente. La publicación está a cargo del Observatorio en Gestión de Riesgo de Desastres de la Facultad de Ingeniería, Ciencia y Tecnología, en convenio con el Instituto Geográfico Militar de Chile.[24]
- Ars Boni et Aequi (ISSN 0719-2568). Fundada en 2005 y de periodicidad semestral. Publica artículos de las diversas ramas del Derecho. Se encuentra a cargo de la Facultad de Ciencias Sociales.[25]
- Autoctonía. Revista de Ciencias Sociales e Historia (ISSN 0719-8213). Fundada en 2017 y periodicidad semestral. Publica relacionados con condiciones sociales, históricas, políticas, culturales, económicas. Se encuentra a cargo del Centro de Estudios Históricos y el  Centro de Investigación en Educación.[26]
- Revista de Estudiantes de Terapia Ocupacional: RETO (ISSN 0719-8213). Fundada en 2014 y de periodicidad semestral. Publica relacionados con las ciencias médicas, terapia, rehabilitación. Se encuentra a cargo de la Escuela de terapia educacional.[27]